# Cronologia dos direitos das mulheres
Esta é uma cronologia dos principais fatos e personagens ligados à conquista dos direitos femininos.

## Século XVIII
- 1715 - Portugal

Paula da Graça, pseudónimo de uma mulher anónima instruída, publicou um folheto com o título Bondade das mulheres vindicada e malícia dos homens manifesta, onde colocava em causa o papel tradicional associado à mulher na sociedade portuguesa do século XVIII através duma abordagem cómica e satírica. Escrito em verso, o texto de Paula da Graça tornou-se na primeira obra europeia de reivindicações feministas.
- 1790 - Portugal

Foram criadas as primeiras escolas para o sexo feminino, por ordem de D. Maria I, primeira rainha reinante de Portugal, onde para além de serem instruídas em ofícios tradicionalmente associados ao seu género, como fiar e bordar, aprendiam a ler e escrever.
- 1792 - Inglaterra

Mary Wollstonecraft escreveu um dos grandes clássicos da literatura feminista – A Vindication of the Rights of Woman (A Reivindicação dos Direitos da Mulher) – onde defendia o direito à educação e ao voto para o sexo feminino.

## Século XIX
- 1827 - Brasil

Surgiu a primeira lei sobre o direito à educação das mulheres, permitindo que frequentassem as escolas elementares; as instituições de ensino mais avançado continuavam, no entanto, vedadas ao sexo feminino.
- 1832 - Brasil

A escritora brasileira Nísia Floresta, do Rio Grande do Norte, publicou uma tradução livre da obra pioneira da feminista inglesa Mary Wollstonecraft. Inspirada pelos mesmos ideais, escreveu Direitos das mulheres e injustiça dos homens, onde introduziu as suas próprias reflexões sobre a realidade brasileira. É considerada a primeira feminista brasileira e latino-americana.
- 1857- Estados Unidos

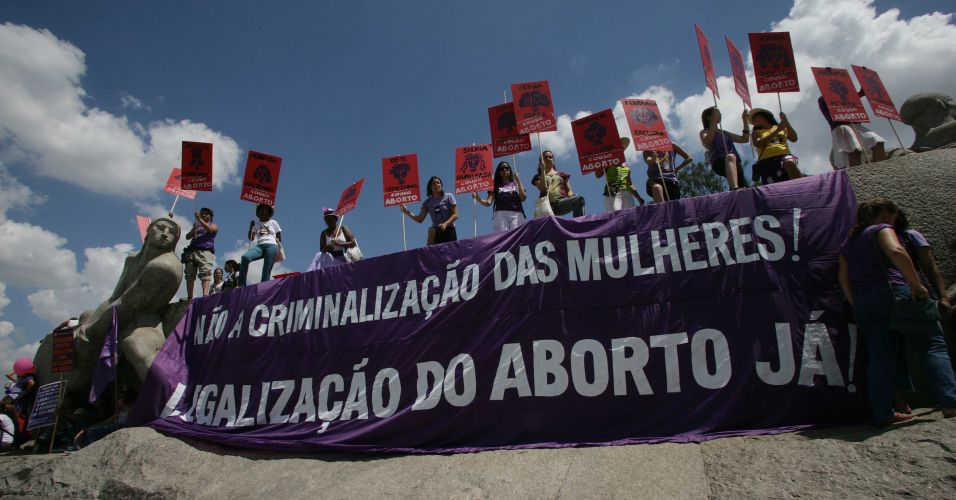
Dia Internacional da Mulher em São Paulo (1999).

No dia 8 de março, em uma fábrica têxtil, em Nova Iorque, 129 operárias morreram queimadas numa ação policial por reivindicarem a redução da jornada de trabalho de 14 para 10 horas diárias e o direito à licença maternidade. Mais tarde foi instituído o Dia Internacional da Mulher, 8 de março, em homenagem a essas mulheres.
- 1868 - Portugal

Dirigido por Francisca de Assis Martins Wood, foi fundado o primeiro jornal na Europa assumidamente feminista, A Voz Feminina, o qual propunha divulgar e lutar pela emancipação das mulheres portuguesas, contando com a colaboração de Guiomar Torresão, Cândido de Figueiredo e Mariana Angélica de Andrade, entre outros escritores e ativistas.
- 1879 - Brasil

As mulheres ganham a autorização do governo para estudar em instituições de ensino superior.
- 1889 - Portugal

As mulheres portuguesas passaram a ser aceites nas instituições de ensino secundário e superior do país.
- 1893 - Nova Zelândia

Pela primeira vez no mundo, as mulheres têm direito ao voto.

## Século XX

### Anos 10
- 1911 - Portugal

No dia 28 de maio, a sufragista Carolina Beatriz Ângelo votou para a Assembleia Constituinte, tornando-se na primeira mulher a exercer o direito de voto em Portugal, na Península Ibérica e em todo o Sul da Europa.
- 1915 - Brasil

Foi instituído um novo regulamento para a Caixa Econômica Federal que, dentre outras alterações no seu funcionamento, permitia que as mulheres casadas possuíssem depósitos bancários em seu nome quando não houvesse oposição do marido.
- 1917 - Brasil

A professora Leolinda Daltro, fundadora do Partido Republicano Feminino em 1910, liderou uma passeata exigindo a extensão do voto às mulheres.

### Anos 20
- 1920 - EUA

É decretado o direito ao voto feminino.
- 1922

Bertha Lutz fundou a Federação Brasileira pelo Progresso Feminino (FBPF).
- 1928 - Brasil

O Governador do Rio Grande do Norte, Juvenal Lamartine, conseguiu a alteração da lei eleitoral dando o direito de voto às mulheres. Elas foram às ruas, mas seus votos foram anulados. No entanto, foi eleita a primeira prefeita da História do Brasil: Alzira Soriano de Souza, no município de Lajes - RN.

### Anos 30
- 1931 - Portugal

A 5 de maio, foi publicado o decreto que possibilitava o direito de voto às mulheres da elite, chefes de famílias e casadas com marido ausente nas colónias ou no estrangeiro, poderem exercer cargos nas juntas de freguesia, e às solteiras, viúvas, divorciadas, e separadas judicialmente, com diploma de ensino secundário ou superior, o poder de voto nas eleições administrativas superiores e legislativas. Devido às suas muitas restrições, o decreto-lei excluía a grande maioria das mulheres no país.
- 1932 - Brasil

Getúlio Vargas promulga o novo Código Eleitoral, garantindo finalmente o direito de voto às mulheres brasileiras.
- 1933 - Portugal

Foi reconhecido o direito de voto para as eleições das juntas de freguesia às mulheres solteiras, maiores e emancipadas, com família própria e reconhecida idoneidade moral, e para as câmaras municipais, as emancipadas com curso secundário ou superior.
- 1934 - Portugal

A lei eleitoral passou a reconhecer o direito ao voto e a elegibilidade para a Assembleia Nacional e para a Câmara Corporativa para as mulheres com mais de 21 anos, solteiras, com rendimento ou que trabalhassem, ou casadas e chefes de família com diploma secundário ou através de um pagamento de contribuição predial.
- 1937/1945 - Brasil

O Estado Novo criou o Decreto 3199 que proibia às mulheres a prática dos esportes que considerava incompatíveis com as condições femininas tais como: "luta de qualquer natureza, futebol de salão, futebol de praia, pólo, pólo aquático, halterofilismo e beisebol". O Decreto só foi regulamentado em 1965.

### Anos 40
- 1945

A igualdade de direitos entre homens e mulheres é reconhecida em documento internacional, através da Carta das Nações Unidas.
- 1949

São criados os Jogos da Primavera, ou ainda "Olimpíadas Femininas". No mesmo ano, a francesa Simone de Beauvoir publica o livro O Segundo Sexo, no qual analisa a condição feminina.

### Anos 50
- 1951

Aprovada pela Organização Internacional do Trabalho a igualdade de remuneração entre trabalho masculino e feminino para função igual.

### Anos 60
- 1962 - Brasil

É criado no dia 27 de agosto o Estatuto da Mulher casada, que garantiu entre outras coisas que as mulheres não precisavam mais de autorização do marido para trabalhar, receber herança e em caso de separação ela poderia requerer a guarda dos filhos.

### Anos 70
- 1975 - Argentina

Reconhecendo a gravidade da situação das mulheres no mundo na época, a Assembleia Geral da ONU proclamou que 1975 seria o Ano Internacional da Mulher. A ONU promove a I Conferência Mundial sobre a Mulher, na Cidade do México. Na ocasião, é criado um Plano de Ação.
- 1979 - Brasil

Eunice Michilles, então representante do PSD/AM, torna-se a primeira mulher a ocupar o cargo de Senadora, por falecimento do titular da vaga.
A Convenção para a Eliminação de todas as Formas de Discriminação contra a Mulher foi adotada pela Assembleia Geral.
A equipe feminina de judô inscreve-se com nomes de homens no campeonato sul-americano da Argentina. Esse fato motivaria a revogação do Decreto 3.199.

### Anos 80
- 1980 - Brasil

Recomendada a criação de centros de autodefesa, para coibir a violência doméstica contra as mulheres. Surge o lema: Quem ama não mata.
- 1983 - Brasil

Surgem os primeiros conselhos estaduais da condição feminina (MG e SP), para traçar políticas públicas para as mulheres. O Ministério da Saúde cria o PAISM - Programa de Atenção Integral à Saúde da Mulher, em resposta à forte mobilização dos movimentos feministas, baseando sua assistência nos princípios da integralidade do corpo, da mente e da sexualidade das mulheres.
- 1985 - Brasil

Surge a primeira Delegacia de Atendimento Especializado à Mulher - DEAM (SP) e muitas são implantadas em outros estados brasileiros. Ainda neste ano, com a Nova República, a Câmara dos Deputados aprova o Projeto de Lei que criou o Conselho Nacional dos Direitos da Mulher.
- 1985 - Nações Unidas

É criado o Fundo de Desenvolvimento das Nações Unidas para a Mulher (Unifem), em lugar do antigo Fundo de Contribuições Voluntárias das Nações Unidas para a Década da Mulher.
- 1987 - Brasil

Criação do Conselho Estadual dos Direitos da Mulher do Rio de Janeiro - CEDIM/RJ, a partir da reivindicação dos movimentos de mulheres, para assessorar, formular e estimular políticas públicas para a valorização e a promoção feminina.
- 1988 - Brasil

Através do Lobby do Batom, liderado por feministas e pelas 26 deputadas federais constituintes, as mulheres obtêm importantes avanços na Constituição Federal, garantindo igualdade a direitos e obrigações entre homens e mulheres perante a lei.

### Anos 90
- 1993

Ocorre, em Viena, a Conferência Mundial de Direitos Humanos. Os direitos das mulheres e a questão da violência de gênero recebem destaque, gerando assim a Declaração sobre a eliminação da violência contra as mulheres.
- 1996 - Brasil

O Congresso Nacional inclui o sistema de cotas, na Legislação Eleitoral, obrigando os partidos a inscreverem, no mínimo, 20% de mulheres nas chapas proporcionais.

## Século XXI
- 2006

Sancionada a Lei Maria da Penha. Dentre as várias mudanças, a lei aumenta o rigor nas punições das agressões contra as mulheres.
O Parlamento paquistanês aprova mudança na lei islâmica sobre o estupro: a lei exigia que mulheres estupradas apresentassem como testemunhas quatro homens considerados "bons muçulmanos" ou, caso contrário, enfrentaria acusações de adultério.
A nova lei tira este crime da esfera das leis religiosas e o inclui no código penal.